# Człowiek świętości

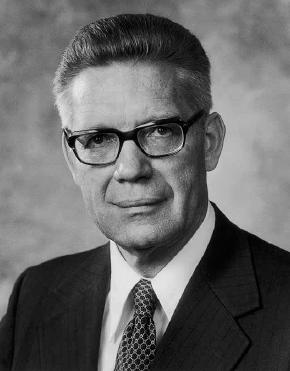
Bruce R. McConkie, członek Kworum Dwunastu Apostołów i specjalista w zakresie mormońskiej doktryny, w swych pismach analizował imię-tytuł człowiek świętości.

Człowiek świętości – w wierzeniach ruchu świętych w dniach ostatnich (mormonów) tytuł oraz jedno z imion Boga Ojca.

## Geneza i źródła
Swoje miejsce w mormońskiej teologii zawdzięcza zapisowi Henocha przechowanemu kolejno w pięćdziesiątym siódmym wersecie szóstego rozdziału oraz trzydziestym piątym wersecie siódmego rozdziału Księgi Mojżesza stanowiącej część Perły Wielkiej Wartości. Ma być imieniem przekazanym w czystym i niesplugawionym języku adamowym, uniwersalnym prajęzyku obecnym na marginesie mormońskiej teologii. Prawdopodobna aluzja doń znajduje się również w innym tekście świętym uznawanym przez tę tradycję religijną, mianowicie w Naukach i Przymierzach (rozdziały 78. oraz 95.).

## W mormońskiej teologii
Jakkolwiek w kulturze Kościoła Jezusa Chrystusa Świętych w Dniach Ostatnich teologia jest traktowana z pewną niechęcią, wynikającą prawdopodobnie z przywiązania do doktryny ciągłości objawienia, spekulacje na temat tego imienia-tytułu zdołały się przebić do mormońskiego dyskursu. Pozostaje zatem ściśle związane z innym imieniem Boga Ojca występującym w aparacie pojęciowym mormońskiej teologii, mianowicie ze słowem „Ahman”. Bruce R. McConkie, członek Kworum Dwunastu Apostołów oraz specjalista w zakresie mormońskiej doktryny, zauważył, że terminy te są albo identyczne, albo przynajmniej bardzo zbliżone znaczeniowo. Z tego też względu mormońska teologia zazwyczaj przywołuje to słowo w kontekście omawiania natury Boga jako wywyższonego człowieka posiadającego ciało fizyczne. Termin ten niesie ze sobą również dalsze informacje na temat Bożej natury, chociażby świętość każdego aspektu Boga.
Wspomniany Bruce McConkie wśród implikacji teologicznych tego imienia upatruje jeszcze silne podkreślenie literalnego człowieczeństwa istoty najwyższej oraz ucieleśniony charakter jego doskonałości. Użycie tego wyrażenia łączy też z użytkowaniem i znajomością samego języka adamowego.